# Raseborg
Raseborg (fiń. Raasepori) – gmina w Finlandii, położona w południowej części kraju, należąca do regionu Uusimaa.